# ثنائية إيزاكيا
في الرياضيات، يتم تعريف ثنائية إيزاكيا بأنها التكافؤ الثنائي بين تصنيف جبر هيتينج وتصنيف فضاء إيزاكيا. وتوفر ثنائية إيزاكيا تمثيلاً طوبولوجيًا مرتبًا لجبر هيتينج عن طريق فضاءات إيزاكيا.
تدل Esa على تصنيف فضاءات إيزاكيا وشكل إيزاكيا.
افترض أن H تمثل جبر هيتينج، وأن X تدل على مجموعة من المرشحات الأولية لـ H، وأن ≤ تدل على تضمين المجموعة نظريًا في المرشحات الأولية لـ H. كذلك، لكل a∈ H، افترض أن φ(a) = {x∈ X : a∈ x} ، وافترض أن τ تدل على الطوبولوجيا في X الناتجة عن  {φ(a), X − φ(a) : a∈ H}.
النظرية الرياضية: (X,τ,≤) هي فضاء إيزاكيا، المُسمَّى بـ ثنائية إيزاكيا لـ H. كما أن، φ هي تَساوي شكل جبر هيتينج من H على جبر هيتينج من جميع المجموعات العلوية المفتوحة والمغلقة الخاصة بـ (X,τ,≤). بالإضافة إلى أن كل فضاء إيزاكيا متساوي الشكل في Esa مع ثنائية إيزاكيا لبعض نواحي جبر هيتينج.
هذا التمثيل لجبر هيتينج بواسطة فضاء إيزاكيا مدلل، ويؤدي إلى التكافؤ الثنائي بين التصنيف HA لـ تشاكل (تشابه شكل) جبر هيتينج وتصنيف Esa لفضاء إيزاكيا وشكل إيزاكيا.
النظرية الرياضية: HA هي المكافئ الثنائي لـ Esa.